# Aracia riwo
Aracia riwo är en ringmaskart som först beskrevs av Rouse 1996.  Aracia riwo ingår i släktet Aracia och familjen Sabellidae. Inga underarter finns listade i Catalogue of Life.